# Vauxaillon
Vauxaillon és un municipi francès situat al departament de l'Aisne i a la regió dels Alts de França. L'any 2007 tenia 447 habitants.

## Demografia

### Població
El 2007 la població de fet de Vauxaillon era de 447 persones. Hi havia 147 famílies de les quals 20 eren unipersonals (12 homes vivint sols i 8 dones vivint soles), 41 parelles sense fills, 78 parelles amb fills i 8 famílies monoparentals amb fills.
La població ha evolucionat segons el següent gràfic:
Habitants censats

### Habitatges
El 2007 hi havia 188 habitatges, 151 eren l'habitatge principal de la família, 22 eren segones residències i 15 estaven desocupats. 184 eren cases i 3 eren apartaments. Dels 151 habitatges principals, 131 estaven ocupats pels seus propietaris, 15 estaven llogats i ocupats pels llogaters i 4 estaven cedits a títol gratuït; 6 tenien dues cambres, 19 en tenien tres, 29 en tenien quatre i 96 en tenien cinc o més. 116 habitatges disposaven pel capbaix d'una plaça de pàrquing. A 59 habitatges hi havia un automòbil i a 83 n'hi havia dos o més.

### Piràmide de població
La piràmide de població per edats i sexe el 2009 era:
| Homes | Edats   | Dones |
| ----- | ------- | ----- |
| 0     | 95 o +  | 0     |
| 0     | 90 a 94 | 0     |
| 0     | 85 a 89 | 4     |
| 0     | 80 a 84 | 0     |
| 4     | 75 a 79 | 12    |
| 12    | 70 a 74 | 4     |
| 8     | 65 a 69 | 12    |
| 0     | 60 a 64 | 8     |
| 8     | 55 a 59 | 4     |
| 12    | 50 a 54 | 8     |
| 16    | 45 a 49 | 12    |
| 4     | 40 a 44 | 12    |
| 24    | 35 a 39 | 16    |
| 24    | 30 a 34 | 8     |
| 8     | 25 a 29 | 8     |
| 12    | 20 a 24 | 12    |
| 8     | 15 a 19 | 16    |
| 28    | 10 a 14 | 4     |
| 16    | 5 a 9   | 20    |
| 12    | 0 a 4   | 20    |

## Economia
El 2007 la població en edat de treballar era de 282 persones, 190 eren actives i 92 eren inactives. De les 190 persones actives 173 estaven ocupades (100 homes i 73 dones) i 16 estaven aturades (7 homes i 9 dones). De les 92 persones inactives 23 estaven jubilades, 30 estaven estudiant i 39 estaven classificades com a «altres inactius».

### Ingressos
El 2009 a Vauxaillon hi havia 160 unitats fiscals que integraven 464 persones, la mediana anual d'ingressos fiscals per persona era de 16.562 €.

### Activitats econòmiques
Dels 11 establiments que hi havia el 2007, 2 eren d'empreses extractives, 2 d'empreses de construcció, 3 d'empreses de comerç i reparació d'automòbils, 1 d'una empresa de transport, 1 d'una empresa d'hostatgeria i restauració, 1 d'una empresa de serveis i 1 d'una empresa classificada com a «altres activitats de serveis».
Dels 3 establiments de servei als particulars que hi havia el 2009, 1 era un guixaire pintor, 1 lampisteria i 1 restaurant.
L'any 2000 a Vauxaillon hi havia 9 explotacions agrícoles que ocupaven un total de 708 hectàrees.

## Equipaments sanitaris i escolars
El 2009 hi havia una escola elemental.

## Poblacions més properes
El següent diagrama mostra les poblacions més properes.